# América Kids
América Kids es un programa de televisión de género infantil-juvenil peruano producido por América Televisión. Fue estrenado en 2007 y finalizado en 2012. El programa se enfoca en jóvenes encargados de conducir el espacio de televisión, incluyendo la serie juvenil La Akdemia.

## América Kids
Salió al aire por primera vez en 2007 como un programa de televisión que mostraba la historia de un canal manejado por niños. La edad de los conductores fluctuaban entre los 14 y 15 años. En el programa existen diferentes secuencias con temas y contenidos variados, como encuestas con preguntas de interés predeterminadas a las personas en las calles limeñas, secuencias de música, de noticias del mundo del espectáculo, de deportes extremos, de celebridades y más.
En todos los episodios del programa se podían conocer las relaciones de amistad y a veces de amor entre los productores, directores y conductores del canal, y todo esto sucedía en escenarios típicos de un canal común, como la sala de Maquillaje, estudios de grabación, camerinos y vestuario.
El programa consigue más popularidad al conseguir la entrevista de Roberto Gómez Bolaños por parte de la presentadora Ximena Hoyos.

## La AKdemia
Luego, a fines del año 2009, al programa le surge una secuela acerca de las relaciones sociales de la adolescencia en un taller de talentos llamado La AKdemia. El 25 de febrero de 2012, América Kids deja de transmitirse, quedando solo al aire La AKdemia, que termina a fines de 2012.
Después de su emisión América TV estrena ¡Que familias! conducido por Mónica Rossi, Percy McKay, Ximena Hoyos y Ricardo Bonilla «Timoteo», ese espacio se centra en un programa familiar heredando las secuencias de su antecesor programa infantil.

## Elenco

### Elenco original (2007-2009)
- Sasha Kapsunov
- María Grazia Gamarra
- Andrés Gaviño
- Silvana Cañote
- Ximena Hoyos
- Alejandro Roca Rey
- Dayanna Reátegui
- Kani Hart
- Valeria Flórez

### Elenco principal (2010-2012)

#### América Kids
- Alejandro Roca Rey
- Ximena Hoyos
- Dayanna Reátegui
- Valeria Flórez
- Dereck Fry

#### La AKdemia
- Yaco Eskenazi
- Sasha Kapsunov
- Silvana Cañote
- Andrés Gaviño
- Stephie Jacobs
- Ingrid Altamirano
- Flavia Laos
- Andrea Luna
- Nikko Ponce
- Erika Villalobos
- Gustavo Mayer
- Manuela Camacho
- Maricielo Effio
- Raúl Romero Valle
- Mariano Sábato
- Germán Loero

### Elenco secundario
- Juan Carlos Rey de Castro
- Paul Martin
- Mónica Domínguez

## Temporadas
| Temporada | Temporada | Episodios | Episodios | Emisión original | Emisión original      |
| Temporada | Temporada | Episodios | Episodios | Primera emisión  | Última emisión        |
| --------- | --------- | --------- | --------- | ---------------- | --------------------- |
|           | 1         | —         | —         | Mayo de 2007     | Diciembre de 2007     |
|           | 2         | —         | —         | Enero de 2008    | Diciembre de 2008     |
|           | 3         | —         | —         | Enero de 2009    | Diciembre de 2009     |
|           | 4         | —         | —         | Enero de 2010    | Diciembre de 2010     |
|           | 5         | —         | —         | Enero de 2011    | Diciembre de 2011     |
|           | 6         | —         | —         | Enero de 2012    | 25 de febrero de 2012 |

## Premios y nominaciones
| Año  | Premio                       | Categoría                       | Resultados | Ref.   |
| ---- | ---------------------------- | ------------------------------- | ---------- | ------ |
| 2010 | Premios Luces de El Comercio | Mejor programa infantil-juvenil | Ganador    | [ 9 ]  |
| 2011 | Premios Luces de El Comercio | Mejor programa infantil-juvenil | Nominado   | [ 10 ] |

## Controversias
En 2023 una exintegrante del reparto, Manuela Camacho, cuestionó en su podcast la falta de diversidad del elenco del programa. Otra exintegrante, Silvana Cañote, también cuestionó que «éramos un programa que hasta fue tildado de clasista».